# Religion i nordisk bronzealder
Religionen i nordisk bronzealder (ca. 1.800 f.v.t. – 500 f.v.t.) kommer til udtryk gennem de talrige genstande, arkæologiske udgravninger har fremdraget fra bronzealderen. Det drejer sig bl.a. om lurer, bronzekar, ceremonielle økser og figurer som den berømte Solvogn. Disse genstande har utvivlsomt spillet en vigtig rolle i de ritualer, der blev udført på de helligsteder, der ligeledes er fundet flere steder i landet.
Selv om den nordiske bronzealder kultur var skriftløs, er der bevaret mange vidnesbyrd om ritualer og kultfester; på trods af de manglende tekstlige forklaringer på de religiøse fremstillinger. Af hele Nordens forhistorie, som varede til 1000 e.Kr., er bronzealderen den periode, hvor den største mængde materiale relateret til religionen er bevaret, for i forhold til både tiden før og efter blev der her produceret langt mere religiøs kunst  Flere steder i Norden blev der indhugget billeder i stenflader, de såkaldte helleristninger, og bronzegenstande som rageknive, andre knive og halssmykker, blev udsmykket med billeder med mytologiske motiver.
Ud fra alle disse billeder kan vi ane en religion, hvor dyrkelse af solen som den højeste guddommelige magt var i centrum. Den blev opfattet som kilden til jordens og menneskers frugtbarhed. Og de ritualer, der blev afbildet, havde til formål at sørge for, at solen hver morgen genopstod og hvert forår atter ville få kraft, så den dermed kunne fortsætte sin cyklus.

## Ritualer og samfund
Overgangen fra stenalder til bronzealder omkring 1.700 f.Kr. indebærer også en kulturændring: hvor man hidtil havde begravet sine døde i fællesgrave i jættestuerne, blev de nu lagt i enkeltgrave. Særligt betydningsfulde personer blev endda begravet i store kunstige høje. De blev gerne anlagt i nærheden af bebyggelserne på særligt iøjnefaldende steder, på en højderyg eller ved kysten, hvor alle, der færdedes i området, kunne se dem. Disse høje blev anlagt frem til ca. 1.000 f.Kr., og mange af dem kan stadig ses i landskabet. I Danmark er der registreret næsten 40.000. I denne tidlige periode brugte man udhulede egestammer som kister, og heri blev den døde lagt iført sit tøj, smykker og våben.
Disse monumentale gravpladser for enkeltpersoner tyder på, at landet var domineret af nogle få stormandslægter, der brugte dem til at demonstrere deres magt. De døde i højene fik et rigt gravgods med sig som genstande fremstillet af de dyre metaller guld og bronze. Nogle af disse gravgaver viser også, at de ledende personer i samfundet også havde et ansvar som religiøse ledere. Andre fund tyder dog også på, at der fandtes en særlig præstestand; fx bar den døde i ”Hvidegårdsgraven” en speciel dragt og havde fået en kæbe fra et egern og en klo fra en rovfugl med i graven.
I den sene del af bronzealderen, da man gik bort fra brugen af gravhøje, begyndte man i stedet at placere værdifulde bronzegenstande i søer eller moser som offer; det gælder fx lurerne og mange af processionsgenstandene. Fundene afspejler både mindre ofre, måske fra privatpersoner, og store meget kostbare ofre, som må have være givet på vegne af hele samfundet. Det må betyde, at der i bronzealderens samfund eksisterede centrale, religiøse institutioner og en organiseret, offentlig kult.
Det må derfor formodes, at befolkningen i et bestemt område samledes på særlige pladser på bestemte tidspunkter af året for at gennemføre kultdramaer o.lign. Ved disse ritualer blev kultgenstande båret rundt, og dansere udførte særlige danse iført en speciel klædedragt; sådan som det er blevet afbildet på helleristninger.
I den sene del af bronzealderen blev helleristningerne mere komplicerede, og størsteparten af de fundne kultgenstande stammer fra denne periode. Det kunne betyde, at de store kultfester først opstod her. På denne tid begyndte religiøse billeder på bronzegenstande også at blive mere hyppige. I modsætning til helleristningerne var det dog ikke ritualer, der blev afbildet på dem, men i stedet motiver af mytologiske figurer og hændelser. Skibe optræder hyppigt som motiv, hvor den hjælper solen på sin daglige rejse, ofte assisteret af dyr som fisk, heste og slanger.
Skibe og heste optræder hyppigt både på billeder og i fundmaterialet. Derfor har en eller anden form for procession sandsynligvis indgået i ritualerne, som har været fokuseret på bevægelse. Disse processioner afspejlede sikkert en mytes forløb, og gennem deres medvirken blev deltagerne opfattet som guderne selv under selve ritualet.
Når kulthandlingerne var overstået, blev genstandene muligvis ofret; ofte var de ofrede genstande bevidst blevet ødelagt forinden, i andre tilfælde er de blot blevet efterladt på overfladen af en tørvemose, hvor de har ligget urørt, indtil plantevæksten til sidst voksede henover; det tyder på, at offerområder har været omfattet af stærke taburegler. Desuden har man ofret afklippede hårlokker de samme steder, måske som led i et kvindeligt overgangsritual.
Det var de magtfulde slægter, som kontrollerede forbindelserne til andre ledende slægter i naboegnene. Disse forbindelser dannede et vidtrækkende netværk og forbandt Skandinavien med hele Europa og Mellemøsten. Kostbare luksusvarer som guld, bronze og rav blev handlet over hele dette netværk, og genstande fremstillet i fx Centraleuropa endte i Danmark. Omkring 500 år f.Kr. ophørte forbindelserne mellem Skandinavien og Sydeuropa. Samtidig blev jern det mest almindelige brugsmetal, og bronzen mistede sin betydning. Dette betød afslutningen på den nordiske bronzealder og begyndelsen på en ny tid.

## Mytologi
Bronzealderens myter har utvivlsomt været knyttet til himmelfænomener. At Solen var et helt dominerende element i mytologien ses af de mange billedlige fremstillinger af den, der er blevet fundet. Det er imidlertid svært at afgøre, hvad et motiv forestiller, når vi ikke har overleverede skriftlige kilder, der kan supplere dem. Den danske arkæolog Flemming Kaul har gennem et systematisk studie af billeder kunnet rekonstruere strukturen af flere af bronzealderens myter.
Fra hele Norden kendes billeder af heste, der trækker solen. Studier af de forskellige billeder kan vise elementer af bronzealderens helt centrale solmyte; den fortæller om en fisk, der fører solen fra havet op på himlen til en hest, eller et skib som fører det over himlen om dagen, indtil det møder slangen, der fører solen tilbage til vandet og et andet skib, der vil føre solen gennem underverdenen om natten; dvs. en symbolsk fremstilling af solens daglige cyklus set fra jorden. Måske føres disse skibe af de afdøde forfædre?
Ved at skabe en database over samtlige billeder, der kendes fra bronzealderens rageknive, har Kaul vist klare tendenser til, hvor forskellige dyr og genstande er placeret i solens daglige kredsløb, fx at hesten som regel trækker solen ved middagstid, når den står højest på himlen, og at solen senere på dagen skifter sit transportmiddel ud, først med et skib, siden med en slange. Han har dertil påvist, at en bevægelse fra venstre mod højre symboliserer dagen, mens den modsatte bevægelse symboliserer natten; hvilket bl.a. ses på de to forskellige sider af solskiven på Solvognen, hvor den ene side er gylden, og den anden er mat.
Kaul fremdrager desuden en række lighedspunkter med den egyptiske kultur, hvilket underbygges af, at en række arkæologiske fund omfatter genstande, der tydeligvis har store ligheder med genstande fra det østlige Middelhav. Det er derfor også meget sandsynligt, at religiøse forestillinger har haft stærke forbindelser til det område.